# Popowo-Północ
Popowo-Północ – wieś sołecka w Polsce położona w województwie mazowieckim, w powiecie nowodworskim, w gminie Nasielsk.
Wieś powstała w 1954 roku z północnej części Popowa Borowego.
W latach 1975–1998 miejscowość administracyjnie należała do województwa ciechanowskiego.